# Conus dorotheae
Espèce
Statut de conservation UICN

 NT  : Quasi menacé
Conus dorotheae est une espèce de mollusques gastéropodes marins de la famille des Conidae.
Comme toutes les espèces du genre Conus, ces escargots sont prédateurs et venimeux. Ils sont capables de « piquer » les humains et doivent donc être manipulés avec précaution, voire pas du tout.

## Description
La taille de la coquille varie entre 25 mm et 45 mm.

## Distribution
Cette espèce marine se trouve au large de la péninsule du Cap-Vert, au Sénégal, en Afrique occidentale. 

### Niveau de risque d’extinction de l’espèce
Selon l'analyse de l'UICN réalisée en 2011 pour la définition du niveau de risque d'extinction, cette espèce est classée dans la catégorie "quasi-menacée" car elle n'est connue que d'un seul site et se trouve à proximité de Dakar, d'où la possibilité d'événements de pollution avec le trafic de pétroliers. Cependant, le statut de zone protégée et l'absence de plongée signifient que les populations sont mieux protégées que les autres espèces de la région.

## Taxonomie

### Publication originale
L'espèce Conus dorotheae a été décrite pour la première fois en 2010 par les malacologistes Éric Monnier (d) (1953-) et Loíc Limpalaër dans la publication intitulée « Visaya »,.

### Synonymes
- Conus (Lautoconus) dorotheae Monnier & Limpalaër, 2010 · non accepté
- Lautoconus dorotheae (Monnier & Limpalaër, 2010) · non accepté
- Varioconus dorotheae (Monnier & Limpalaër, 2010) · appellation alternative

## Identifiants taxonomiques
Chaque taxon catalogué par les bases de données biologiques et taxonomiques possède un identifiant qui permet d'établir un point de référence. Les identifiants de Conus dorotheae dans les principales bases sont les suivants :
CoL : XXB4 - GBIF : 6510965 - iNaturalist : 150332 - IRMNG : 11770557 - TAXREF : 153721 - UICN : 192358 - WoRMS : 549912